# Larry Silverstein
Larry Silverstein (New York, 30 maggio 1931) è un imprenditore statunitense, fondatore della Silverstein Properties e principale appaltatore per la ricostruzione del nuovo World Trade Center, il cui sito originale venne distrutto dagli attentati dell'11 settembre 2001, ai quali egli stesso riuscì fortunosamente a scampare, quando sua moglie insistette perché il marito annullasse l'appuntamento di lavoro in programma per quel giorno nella Torre Nord (che risultò poi la prima ad essere colpita da uno degli aerei dirottati) e recarsi dal dermatologo per una visita medica.

## Biografia

### Primi anni
Silverstein nasce a Bedford-Stuyvesant, un quartiere del distretto di Brooklyn a New York, da una famiglia di origine ebraica. Da bambino suonava il pianoforte e cominciò ad appassionarsi di musica classica. Negli anni a seguire frequentò la High School of Music and Art di New York ed infine l'Università di New York, dove si laureò nel 1952. Grazie soprattutto al contributo del padre e del suo cognato e amico Bernard H. Mendik, Silverstein entrò nel settore immobiliare e, insieme al padre, fondò la Silverstein Properties, prima soprannominata Harry G. Silverstein & Sons, e acquistarono il loro primo edificio nella zona distrettuale di Manhattan. Dopo la morte del padre nel 1966, Silverstein proseguì l'attività insieme a Mendik.
Dopo l'abbandono di Mendik nel 1977, quest'ultimo e Silverstein decisero di continuare l'attività immobiliare ma in società separate. Nel 1978 possedeva già cinque edifici ubicati sulla 5th Avenue e un centro commerciale a Stamford, nel Connecticut. Nel 1980 acquistò l'edificio al 120 di Wall Street e nel 1991 ne accantonò 20 piani per poter essere affittati da organizzazioni senza scopo di lucro e con incentivi fiscali per gli inquilini. Nello stesso anno in cui acquistò l'edificio inoltre vinse anche un'offerta  che gli avrebbe permesso di stabilire un patto con l'autorità Portuale di New York e New Jersey in modo da progettare il 7 World Trade Center.

### L'acquisto del World Trade Center
Durante gli anni '90 la città di New York si trovava ancora ad affrontare i pesanti effetti del crollo del mercato azionario del 1987, che portò a un alto tasso di licenziamenti al World Trade Center. L'allora governatore di New York George Pataki portò avanti una campagna per la riduzione dei costi, inclusa la privatizzazione del WTC. Vista la complessità per la autorità portuale di vendere la proprietà, quest'ultima decise di aprire un contratto di locazione di 99 anni a un'offerta competitiva.
Nel gennaio 2001, per mezzo della propria compagnia, Silverstein mise in piedi un'offerta di 3,2 miliardi di dollari per l'acquisto dell'intero sito. La Vornado Realty presentò un'offerta di 30 milioni di dollari superiore, con la Boston Properties e la Brookfield Properties anch'esse in competizione. Tuttavia la Vornado si ritirò nel mese di marzo, dando a Silverstein altri 14 giorni per negoziare una nuova offerta; questa venne finalizzata il 26 aprile, in partnership con Westfield America, Inc. e accettata formalmente il 24 luglio 2001.
Silverstein investì 14 milioni di dollari di tasca sua per assicurarsi l'affare. L'accordo conferiva anche a Silverstein, in qualità di locatario, il diritto e l'onere di ricostruire le strutture qualora fossero distrutte.

### Attacco dell'11 settembre
La mattina dell'11 settembre 2001 Silverstein aveva in programma un appuntamento con alcuni uomini d'affari agli ultimi piani della Torre Nord del WTC, ma la moglie Klara insistette perché il marito annullasse l'appuntamento per una visita medica. Poco tempo dopo, alle 8:46 un Boeing 767 della American Airlines dirottato contro la torre, si schiantò proprio nella Torre Nord, andando a colpire fra i piani 93 e 99, uccidendo le persone che si trovavano all'interno. Silverstein dunque si salvò da morte certa. Stessa fortunata sorte è capitata ai figli di Silverstein, i quali proprio quel giorno tardarono al lavoro, salvandosi dagli attentati. Come dichiarò egli stesso in un'intervista, questa fu l'unica fortuita occasione in cui lui e i suoi figli furono in ritardo a lavoro.

### La ricostruzione del sito
Subito dopo gli attentati, Silverstein dichiarò la propria intenzione di far ricostruire il sito dove sorgeva il World Trade Center, nonostante lui e i suoi assicuratori furono coinvolti in una disputa pluriennale sul fatto che gli attacchi abbiano inciso sulla polizza assicurativa, che prevedeva una copertura di un massimo di 3,55 miliardi di dollari. Dopo un accordo trovato nell'aprile del 2006, Silverstein mantenne il diritto di costruire almeno tre torri che avrebbero ospitato nuovi uffici (che corrisponderebbero agli edifici 2, 3 e 4), mentre il One World Trade Center sarebbe stato di proprietà dell'autorità portuale, così come il Five World Trade Center.

## Vita privata
Silverstein è sposato con Klara dal 1956 e ha avuto tre figli: Lisa, Roger e Sharon.